# Oshun
Oshun, Oxum u Ochun (en yoruba: Òşun) es una de las deidades de la religión yoruba. En la santería sincretiza con la Virgen de la Caridad del Cobre, patrona de Cuba. Reina las aguas dulces del mundo, los arroyos, manantiales y ríos, personificando el amor y la fertilidad. A ella se acude en busca de ayuda en asuntos monetarios y más.

## El Orixa
Òxun (pronunciado Oxun) es una divinidad del Panteón yoruba Orixa del río del mismo nombre que corre en Nigeria, en Ijeşá e Ijebu. Era, según dicen, la segunda mujer de xango, aunque vivió antes con Ogun, Orunmila y Òshosì.
Las mujeres que desean tener hijos se dirigen a Òxun, pues ella controla la fecundidad, gracias a los lazos mantenidos con Ìyámi-Àjé (“Mi madre hechicera”). Sobre este asunto, un pattakin cuenta que:
“Cuando todos los Òrìxàs llegaron a la tierra, organizaron reuniones donde las mujeres no eran admitidas. Òxun se sintió aborrecida por ser puesta de lado y no poder participar de todas las deliberaciones. Por tal molestia, decidió hacer que las mujeres se tornaran estériles e impidió que las actividades desenvueltas por los demás Dioses llegaran a resultados favorables. Desesperados, los demás Òrìxàs se dirigieron a Olodumare y explicaron que las cosas estaban mal en la tierra, a pesar de las decisiones que tomaban en sus asambleas. Olodumare pregunto si Òxun participaba de las reuniones y los Òrìxàs respondieron que no. Olodumare entonces les explico que, sin la presencia de Òxun y de su poder sobre la fecundidad, ninguno de sus emprendimientos podría dar acierto. De vuelta a la tierra, los Òrìxàs invitaron a Òxun para participar de sus trabajos, lo que ella terminó por aceptar después de mucho ruego. Enseguida, las mujeres se tornaron fecundas y todos los proyectos obtuvieron buenos resultados”.
Òxun es llamada Ìyálóòde (Iyalode) título conferido a la persona que ocupa el lugar más importante entre todas las mujeres de la ciudad. Además de eso, ella es la Reina de todos los ríos y ejerce su poder sobre el agua dulce, sin la cual la vida en la tierra sería imposible.
Su àşhé (facultad-poder) está constituido por piedras del fondo del río Òşhun, de joyas de bronce y de un peine de carapacho de tortuga.
El amor de Òşhun por el bronce, el metal más precioso del país Yorùbá en los tiempos antiguos, es mencionado en los saludos que le son dirigidos:
“Mujer elegante que tiene joyas de bronce macizo”.

## Culto
En Cuba y en Brasil, los seguidores de Òşhun usan collares de cuentas de vidrio de color amarillo-oro y numerosos brazaletes de bronce. El día de la semana consagrado a ella es el sábado y se le saluda, como en África, por la expresión “Ore Yèyé o!!!” (“¡Llamemos la benevolencia de la Madre!”).
Es recomendable hacer sacrificios de cabras (aunque en Cuba es costumbre darle chivo capón "Obuko Odan"), pero no es tabú darle chivas a Òşun y ofrecerle un plato de mulukun (mezcla de cebollas, frijol de caritas, sal y camarones) en Cuba se le hace Òşínşín (mezcla de cebollas, tomates, alcaparras, un huevo, sal y camarones) y de adum (harina de maíz mezclada con miel de abejas y aceite dulce).
Su danza recuerda el comportamiento de una mujer vanidosa y seductora que va al río a bañarse, se adorna con collares, agita sus brazos para hacer titilar sus brazaletes, graciosamente se contempla con satisfacción en un espejo. El ritmo que acompaña a sus danzas se denomina “ijeşá”, nombre de una región de África, por donde corre el río Òşun.
Se recibe como Orisha tutelar, debiendo hacerse con por lo menos 5 días de anticipación una ceremonia en el río. Por haber salvado al mundo todos los Iyabó antes de coronar Osha Akua Kua Lerí deben dirigirse al río a darle cuenta con su respectivo Ochinchin y darle Obí.

## Sincretismo
Como parte de la transculturación y del peligro que vieron los esclavos traídos a Cuba de perder sus raíces, cada santo adoptó el nombre de un santo católico. También está el hecho de que los esclavos venían de diferentes partes de África y en cada uno se le llamaba diferente.
| St. Católicos        | Kimbisa      | Mayombe     | Abakuá       | Brillumba                                               | Arará | Iyesá         | Gangá |
| Virgen de la Caridad | Choya Wengue | Madre Chola | Yarina Bondá | Npungu Mamawanga Choya Wengue Mama Chola Sibimú Kalunga | Mase  | Dodowá Dodoke | Yeyé  |

## Características de Òşun
- Saludo: ¡Yalodde Yeyé Kari! ¡Yeyeo! ¡Omoriyeyeo!
- Números: 5 y sus múltiplos.
- Data: 8 de septiembre.
- Colores:  amarillo, dorado también los coralinos y verdes acua.
- Día de la semana: sábado

## Familia
Òşun es hija de Nana Buruku, fue esposa de Òrúnmílá (Orunla), Ògún, Òşoosi, de Aggayu quien fue su auténtico esposo, se ha creado por ello una generalizada "costumbre" de que los Oloshun entren al Igbosha con Aganju (alegando que este es su "bastón"), cosa que no es, ni era la realidad en el Adosu de la divinidad, la mayoría de los Oloshun mayores a 20 años de sodorisa, no tienen Aganju recibido, y nunca fue una condición el tenerlo, ningún Olorisa depende o requiere tener otro Orisa a menos que sea indicado en consultas previas. Oshun también fue concubina de Shangó. En cuanto a su vida sentimental, se dice que perdió la virginidad para salvar a su hermana Oyá.
Òşun tuvo hijos con Oduduwa, Orunmila e Inle, con Oduduwa tuvo a Oloşe (niña), con Orunmila tuvo a Paroye (niña) y con Inle tuvo a Ologun Ede (andrógino). se dice que Logun Ede sería hijo de Inle y no de Oshosi
Òşhun es la que cuida el Ojubo (trono o lugar de culto) de Oduduwa y Yewa por ello aunque nace en "Òşe Etura" que es su Odù Isal'aiye alcanza poder con Egun en Irete-Yero que es el Odù del Ojubo.

## Bailes
El baile de Oshún es el más sensual. Se ríe como Yemayá y sacude sus brazos para hacer sonar sus brazaletes. Oshúm sube los brazos por encima de su cabeza para enfatizar sus encantos.
Mientras baila, hace movimientos voluptuosos y les pide sexo a los hombres con sus manos extendidas y movimientos bruscos de las caderas. Pide miel, mostrando la dulzura del sexo y la vida. Puede imitar que rema en un pequeño bote. Cuando se peina el pelo o se admira en el espejo, es muy estirada mirando por encima de su nariz a los que están a su alrededor.

## Diloggún
Oshún habla en el Diloggún por Oshé (5), Obbara meyi (6-6), Eyeunle (8) y por Ofún Mafún (10)

## Herramientas de Òşun
Su receptáculo es una sopera de loza preferiblemente de color amarillo o de varios colores predominando el amarillo. Òşun vive dentro de la sopera con agua potable. Sus atributos principales son un sol, una mano de caracoles, espejos, peines, aros, 5 Edan, peces, abanicos, abanicos de sándalo, de plumas de Gunugun (Buitre), de plumas de pavo real, coronas, corazones, caracoles, conchas, botecitos, corales, irukes de rabo de caballo de color claro, campanilla, pañuelos, media luna, dos remos, una estrella, etc. Sus Ileke más tradicionales se confeccionan intercalando cuentas amarillas y doradas o 5 cuentas amarillas, 1 ámbar, 5 doradas.

## Ofrendas
Ofrendas para Oshún.

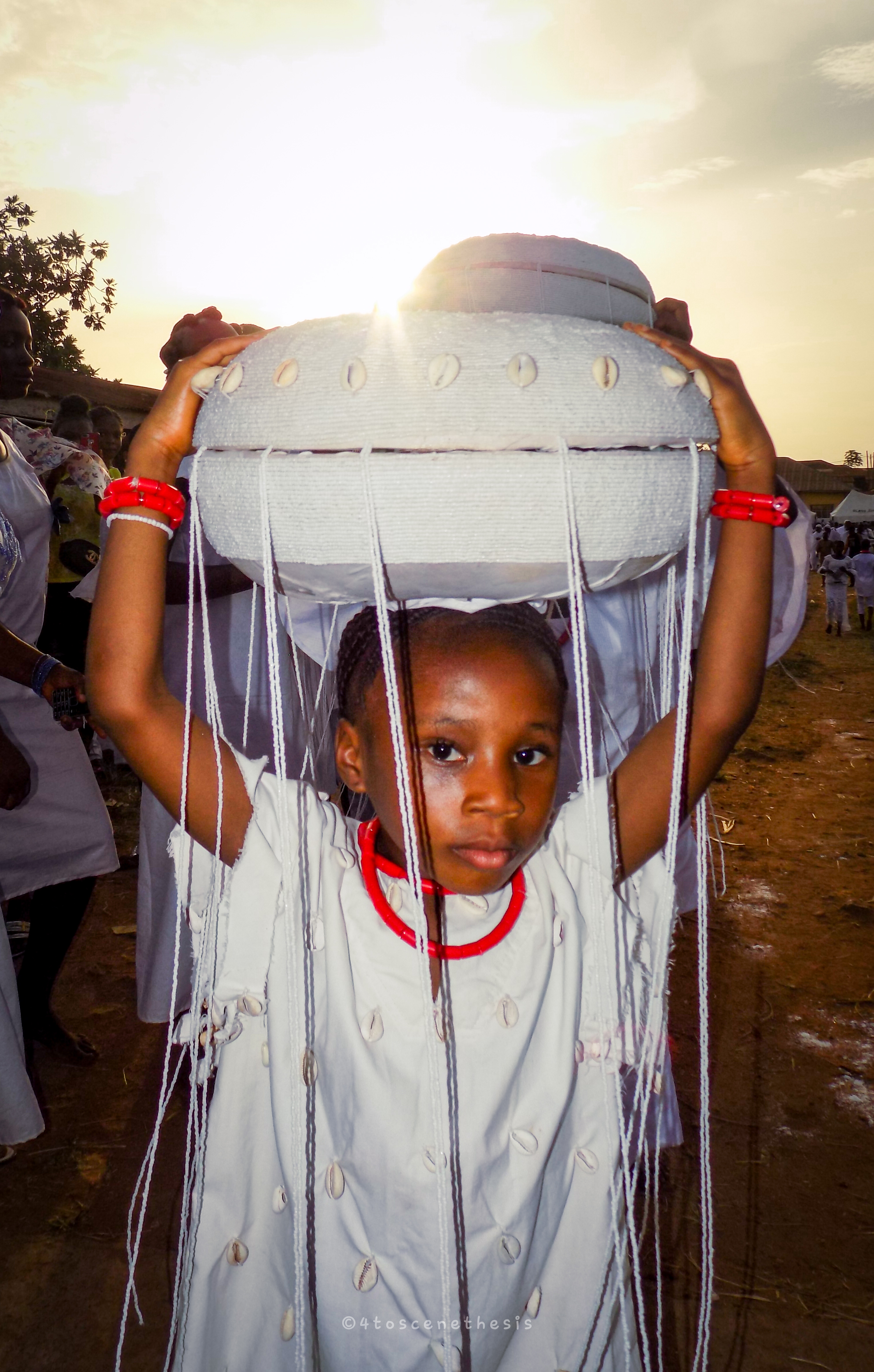
Una Arugba en el festival Osun-Osogbo.

- Se le ofrenda su comida predilecta Ochinchin, hecha a base de camarones, acelga, cebolla, ají, escarola, aceite de oliva, vino blanco seco y huevos, palanquetas de gofio con miel, miel de abejas, lechuga, arroz amarillo, tamales, harina de maíz, ekó, ekrú, olelé con azafrán, dulces de todo tipo y frutos del río.
- Se le inmolan chivo capón, gallinas, gallinas de Angola, palomas, jicotea, etc.
- Sus Ewe son amor seco, anís, añil, bejuco carey, bejuco péndola, boniato, bruja, calabaza, espinaca, canela, girasol, lechuga, acelga, malvaté, mango, manzanilla, guamá de costa, perejil, hierba de la niña, vetiver, pringa hermosa, hierba caimán, pomarrosa, geranio de olor, avellano de costa, melón de castilla, chayote, grosella, hoja menuda, etc.

## Yerbas esenciales del asiento
Lechuguilla - Yerba añil - Verbena - Prodigiosa - Paraguitas(quita solito) - Flor de Agua - Helecho - Berro - Lechuga - Yerba Buena - Albahaca Morada - Guamá - Guásima - Botón de oro - Yerba de la Niña - Coate o Colonia - Marilope - Panetela - Huevo de Gallo - Helecho de río - Guacamaya - Yerba Mora - Corazón de paloma - Cucaracha - Diez del día - Orozú - Palo de canela.

## Caminos
Oshún tiene varios caminos. En cada uno de ellos tiene una característica o responsabilidad diferente relacionada con el lugar de la casa o la naturaleza donde vive. A continuación se nombran algunos de ellos: 
1. Oshún Kolé kolé, Akalá Kalá, Ikolé, Ibú Kolé.
2. Oshún Ibu Akuaro.
3. Oshún Ololodí u Olodí.
4. Oshún Ibu Aña.
5. Oshún Ibu Iñani o Añani.
6. Oshún Ibu Yumu.
7. Oshún Ibu Oddonki.
8. Oshún Ibu Oggale.
9. Oshún Ibu Okuanda.
10. Oshún Ibu Addesa.
11. Oshún Ibu Ayede o Ayade.
12. Oshún Ibu Okuase o Akuase Oddo.
13. Oshún Gumí, Bomó o Bumí.
14. Oshún Eleke Oñí.
15. Oshún Ibu Itumu.
16. Oshún Aremu Kondiano.
17. Oshún Ibu Semi o Seni.
18. Oshún Ibu Fondae.
19. Oshún Ibu Odoko.
20. Oshún Ibu Awayemi o Awuayemi.
21. Oshún Ibu Eledan o Elenda.
22. Oshún Idere Lekun.
23. Oshún Ibu Añare o Iñare.
24. Oshún Ibu Agandara.
25. Oshún Ibu Tinibu o Timibu.
26. Oshún Oroyobi.
27. Oshún Yeyé Moró o Yeyé Kari o Ibu Siegan.
28. Oshún Ibu Latie Elegba.
29. Oshún Edé.
30. Oshún Ibu Aja Jura.
31. Oshún Miwá.
32. Oshún Ibu Oddoi.
33. Oshún Kayodé.
34. Oshún Sekesé.
35. Oshún Fumiké.
36. Oshún Funké.
37. Oshún Niwé.
38. Oshún Awé.

## Kari-Osha Oshún
Para coronar este Osha debe haber recibido antes a los Orishas guerreros. Luego durante la coronación se deben recibir los siguientes Oshas y Orishas: Elegguá, Obbatalá, Yemayá, Shangó, Aggayú, Oyá y Oshún.

## Libros
- Charles Spencer King (Traducido por Gabriel Ernesto Arévalo Luna), IFA Y Los Orishas: La religión Antigua de la Naturaleza. ISBN 1-4610-2898-1.